# Daontesia
Daontesia is een geslacht van zeeanemonen uit de klasse van de Anthozoa (bloemdieren). 

## Soorten
- Daontesia mielchei Carlgren, 1956
- Daontesia porcupina Riemann-Zürneck, 1997
- Daontesia praelonga (Carlgren, 1928)